# Gypsophila pallasii
Gypsophila pallasii är en nejlikväxtart som beskrevs av S.S. Ikonnikov. Gypsophila pallasii ingår i släktet slöjor, och familjen nejlikväxter. Inga underarter finns listade i Catalogue of Life.